# 薩比尼奧火山
薩比尼奧火山（Sabyinyo）是非洲維龍加山脈的死火山，位於剛果民主共和國、盧旺達和烏干達三國的接壤邊境，海拔高度3,645米，是山地大猩猩的棲息地，屬於剛果民主共和國維龍加國家公園、盧旺達火山國家公園和烏干達姆加新加大猩猩國家公園的部分地區。

## 外部連結
- Encyclopedia Britannica entry （页面存档备份，存于）
- National Geographic photo